# Cantón de Barjols
El cantón de Barjols era una división administrativa francesa, que estaba situada en el departamento de Var y la región de Provenza-Alpes-Costa Azul.

## Composición
El cantón estaba formado por nueve comunas:
- Barjols
- Bras
- Brue-Auriac
- Châteauvert
- Esparron
- Pontevès
- Saint-Martin
- Seillons-Source-d'Argens
- Varages

## Supresión del cantón de Barjols
En aplicación del Decreto n.º 2014-270 de 27 de febrero de 2014, el cantón de Barjols fue suprimido el 22 de marzo de 2015 y sus 10 comunas pasaron a formar parte del nuevo cantón de Saint-Maximin-la-Sainte-Baume.